# Manuel Baldomero Ugarte
Manuel Baldomero Ugarte (Buenos Aires, 27 de febrero de 1875 - Niza, 2 de diciembre de 1951) fue un escritor, diplomático y político argentino. Militó durante un tiempo en el Partido Socialista y formó parte de los círculos literarios y periodísticos de su ciudad natal. Fundó y editó el diario La Patria y la revista Vida de hoy. Autor de varios libros, entre ellos: El porvenir de América Latina y Patria Grande. Precursor de la Izquierda Nacional en América Latina. Fue socialista y apoyó al peronismo.
Residió en el extranjero durante varios años. Entre 1897 y 1903 residió en París, en esta etapa se forja su pensamiento hispanoamericano y socialista. Durante un viaje a los Estados Unidos, en 1898,  estudia las invasiones a México, Cuba y Nicaragua, que cataloga de imperialistas, lo cual lo llevó a adoptar una posición decididamente antiestadounidense y antiimperialista. Representó a la República Argentina como embajador ante México en el periodo de 1946 a 1948, ante Nicaragua en 1949 y ante Cuba en 1950.
Ugarte criticó duramente la injerencia de los Estados Unidos en la región, inspirado en hechos como la invasión a México, la escisión de la provincia de Panamá de Colombia, y otras intervenciones diplomáticas, comerciales y militares en los asuntos internos de las naciones sudamericanas.
La visión de Ugarte se apoya en la ideas de José de San Martín y Simón Bolívar respecto a la unidad de las excolonias de raíces españolas en una federación latinoamericana, en apoyo a la idea del exiliado soviético León Trotski, de los «Estados Socialistas de América Latina». En contraposición, la visión panamericana propuesta por el Departamento de Estado de los Estados Unidos, postulaba un origen y destino común de todas las naciones americanas desde Alaska hasta Tierra del Fuego. Ugarte veía esta idea de Estados Unidos como una maniobra para establecer pequeños países de escaso peso político y someter a toda América a su supremacía.
Sus obras incluyen libros de viajes, escritos políticos, novelas, cuentos y poemas, algunos de los cuales fueron traducidos al francés, inglés, italiano y ruso. De su obra poética, de corte modernista, destacan Palabras de 1893, Versos de 1894, y Vendimias juveniles de 1907. Es autor también de libros de cuentos, como Cuentos de la Pampa de 1903, Cuentos argentinos, 1908, y de ensayos literarios, artísticos y sociopolíticos como El arte y la democracia, 1905, La joven literatura hispanoamericana, 1906, El porvenir de América latina, 1910, El destino de un continente, 1923, El dolor de escribir, 1933, La dramática intimidad de una generación, 1951.

## Biografía
Nació en una familia de buena posición económica e hizo sus estudios secundarios en el Colegio Nacional de Buenos Aires.
Su temprana vocación literaria le permitió escribir sus primeros trabajos a los quince años. Se convirtió en un ávido lector y su familia le pagó la edición de sus primeras poesías. Esto le permitió tomar contacto con los más destacados literatos de la generación del 80.
En 1897 realizó su primer viaje a París para continuar sus estudios. Asistió a cursos de sociología y filosofía, aunque gran parte de su tiempo lo dedicó a las actividades propias de los jóvenes argentinos de familias ricas: la diversión, la vida bohemia y, especialmente, las damas francesas. Vivió de cerca el Caso Dreyfus, sobre el cual escribió, lo que constituyó su acercamiento a los temas políticos.
En 1898 Estados Unidos interviene en Cuba, lo que provocó el repudio de Manuel Ugarte. Fue a raíz de este conflicto que comenzó a manifestar su interés por los temas sociales, en general, y su acercamiento al socialismo, que tenía en Jean Jaurès una de las principales figuras del socialismo francés.

### Crítica al imperialismo estadounidense desde Nueva York
Se trasladó a Nueva York donde criticó el impulso expansionista que predominaba en la clase política estadounidense y que tenía a América Latina como principal objetivo de conquista. Al estudiar la historia estadounidense describe cómo los EE. UU. habían ganado territorio a costa de países vecinos y opina que ese apetito territorial estaba lejos de haber sido saciado.
Paradójicamente es en los Estados Unidos donde Manuel Ugarte consolidó las dos columnas de su ideología: por un lado un fuerte antiimperialismo y por el otro, la necesidad de construir la Unidad Latinoamericana.
Al retornar a París se unió a la causa del socialismo, al que llegó por su admiración por Jean Jaurès. Este pensamiento lo llevará a escribir sobre el sufrimiento de la clase obrera francesa.

### Carrera literaria
En 1901 aparece su primer libro de relatos, Paisajes parisienses, donde expone su preocupación social, su vida bohemia y los dulces y fugaces amores en Francia. Se relaciona con jóvenes latinoamericanos residentes en París, como Rubén Darío, Amado Nervo y Rufino Blanco Fombona. Sus preocupaciones y amistades literarias integran a Ugarte al movimiento modernista. En 1901 publicó en Buenos Aires su artículo El peligro yanqui, donde denuncia las intervenciones de los Estados Unidos, anexando territorio mexicano, y alertando sobre la hegemonía cultural y económica, la que, según su punto de vista, jugaba un papel tan letal como la misma invasión armada.
A los veinte días, en el mismo periódico El País, publicó otro artículo, titulado La defensa latina. Allí plantea la unidad de América Latina y la conformación de los Estados Unidos del Sur, lo que se convirtió en el objetivo permanente de su prédica latinoamericanista. Ugarte regresó a la Argentina en agosto de 1903 y se vinculó al Partido Socialista, en particular a José Ingenieros y Alfredo Palacios. Estos jóvenes, junto a Leopoldo Lugones, conformaban un ala dentro del partido que se destacaba por su carácter combativo, lo que contrastaba con el conservadurismo característico de Juan B. Justo y la cúpula directiva que tiñó al partido a lo largo de muchos años.

### De vuelta a Europa
En marzo de 1904 Ugarte retorna a Europa, como delegado por el socialismo argentino al Congreso de la Segunda Internacional en Ámsterdam.
Uno de los temas principales de ese Congreso fue la posición que debía asumir el socialismo frente al colonialismo, sobre todo en aquellos países colonialistas donde el socialismo contaba con un fuerte apoyo popular. Ugarte fue testigo de la defensa que un delegado neerlandés hacía del colonialismo, como factor de progreso histórico en las regiones bajo su dominio. En la Argentina, la prensa oficial criticó a Ugarte porque «... ha presentado a la Argentina como país atrasado en el cual la vida del trabajador es penosa por falta de libertad y protección del estado. La actitud de Ugarte no puede ser más antipatriótica».
Ugarte publicó en 1906 una antología de autores latinoamericanos que tuvo el nombre de La joven literatura hispanoamericana. La intención era hacer conocer a Europa a los escritores americanos. Así incluyó trabajos de Rubén Darío, Ricardo Rojas, Alfredo Palacios, Leopoldo Lugones, Rufino Blanco Fombona, José Enrique Rodó y varios más.

### Participación en el Congreso de Stuttgart
En 1907, Ugarte participó del Congreso de la Segunda Internacional, esta vez en Stuttgart, que contó con la presencia de Lenin, Rosa Luxemburgo, Jean Jaurès, Karl Kautsky y Jorge Plejánov, entre otros.
El Congreso tiene dos importantes temas a tratar: la posición ante una posible guerra mundial y la actitud ante el colonialismo.
En ambos temas la socialdemocracia europea asumió posiciones nacionalistas en defensa de sus respectivos países imperialistas y colonialistas. Henri Van Kol, el delegado neerlandés, afirmó: “En circunstancias determinadas, la política colonial puede ser obra de civilización”. 
Luego del Congreso de Stuttgart, Ugarte profundizará el tema de la cuestión nacional y ampliará sus diferencias con la conducción del partido Socialista de la Argentina. En sus artículos hace la diferencia entre el patriotismo de un país imperialista o colonialista y el patriotismo de los países oprimidos por el imperialismo, como ocurría con los países latinoamericanos. Para Ugarte el socialismo en Latinoamérica debía tener un carácter nacional que opusiera resistencia al imperialismo anglosajón.

### Enfrentamiento en el Partido Socialista
En 1909 se desató una polémica dentro del Partido Socialista de la Argentina. La Vanguardia, el órgano partidario lo atacó abiertamente. Es el mismo año de la aparición del libro Teoría y práctica de la Historia de Juan B. Justo donde éste defiende las ideas del librecambio, así como el carácter civilizador del imperialismo.
Ugarte concluyó su ensayo El porvenir de la América Española. Vivía en Niza, desde hacía algunos meses, por razones de salud. A pesar de estar alejado de América Latina, su pensamiento lo localizaba en las tradiciones democráticas y revolucionarias del continente. En sus textos opinaba sobre el carácter destructivo del imperialismo para los países hispanoamericanos, y vislumbraba el carácter reaccionario jugado por lo que el catalogaba como oligarquías nativas asociadas al capitalismo extranjero. Comparaba las dos Américas y concluía que sólo la unión de los pueblos del sur les permitiría hacer frente a las grandes potencias con apetencias territoriales o económicas sobre estas naciones.
La Vanguardia con respecto al libro de Ugarte señalaba: «Muchos han venido agitando la opinión del peligro yanqui. Pero los pueblos no los han escuchado... Y si la propaganda alarmista no encuentra eco en ellos debe ser porque el peligro no existe». «Tenemos motivos para creer que la intervención o conquista de las repúblicas de Centroamérica por los Estados Unidos puede ser de beneficios positivos para el adelanto de las mismas».
Consecuentemente con las ideas expresadas en El Porvenir de la América Española, Ugarte planea una gira por todo el continente para en busca del contacto con la realidad y para difundir sus propuestas.

### Gira hispanoamericana
En 1911, Ugarte comienza una gira por los países hispanoamericanos con el objetivo de conocer personalmente la situación de los países de la región. Los detalles de esta gira, que se extendió hasta 1913, los relataría más tarde en su libro El destino de un continente.
Su primer destino fue La Habana, Cuba. Allí dio su testimonio de la influencia estadounidense en la isla. Ugarte describió cómo las clases acomodadas de Cuba colaboraban con los Estados Unidos, en tanto que la clase pobre desconfiaban de la presencia estadounidense.
Realizó varias conferencias y recibió los ataques de los sectores al servicio de los intereses estadounidenses. La presencia de Manuel Ugarte en Cuba impulsó la aparición de sectores estudiantiles y populares que bregaban por la independencia cubana, con una visión de integración latinoamericana. De aquí pasó brevemente por Santo Domingo, donde dictó conferencias y se relacionó con la clase intelectual de la sociedad dominicana. 
Su próximo destino será México, donde se entrevistó con el presidente Francisco I. Madero, de quien emite juicios críticos por su escaso interés en atacar los intereses estadounidenses.
En este país se encontró inconvenientes para realizar sus conferencias, ya que algunos empresarios se negaron a alquilar sus locales y teatros. El gobierno y el congreso analizaron la posibilidad de prohibir sus conferencias, presionados por los intereses con los estadounidenses. Durante una movilización estudiantil  Manuel Ugarte aprovechó salir al balcón del hotel y pronunciar una alocución improvisada.
Finalmente Ugarte logró dar su conferencia, con gran cantidad de público que sobrepasó la capacidad del teatro y, en su exposición, volvió a denostar al imperialismo y a abogar por la unidad de América Latina.
En febrero de 1912 llegó a Guatemala. El ministro de Relaciones Exteriores le indicó que podía exponer sobre literatura, pero no podría realizar discursos contra los Estados Unidos. Justificaba su prohibición en que se esperaba, en poco tiempo, la visita del Secretario de Estado estadounidense, Philander C. Knox.
Intentó partir rumbo a San Salvador. El gobierno de ese país le hizo saber que su presencia no era de su agrado, debido a la presencia del Sr. Knox. Se dirigió, entonces, a Honduras, donde pudo realizar sus discursos: «...lo que he venido reclamando sin tregua, ha sido justicia para las repúblicas hermanas que se ahogan bajo la avalancha del imperialismo...».
El gobierno salvadoreño permitió la visita de Ugarte, posteriormente a la partida del Secretario Knox. Fue recibido por una cálida manifestación de apoyo a sus ideas, integrada tanto por estudiantes como obreros. Pero, a poco de estar, el presidente Araujo prohibió su conferencia titulada América Latina ante el imperialismo. La juventud estudiantil hizo manifestaciones para que se levante la prohibición. El reclamo tuvo éxito y la disertación se realizó en la Federación Obrera.
Su próximo destino fue Nicaragua: las aduanas se encontraban en manos de funcionarios estadounidenses y los puertos nicaragüenses habían sido bombardeados por el cuerpo de Marines de los Estados Unidos. Ni bien llegó la patria de Rubén Darío, el jefe de policía le expresó que no podía ingresar al país.
Ante esto, Ugarte se valió de los obreros portuarios para hacer llegar un mensaje a los nicaragüenses: «Al cerrar la puertas del país al escritor de la misma raza que habla la misma lengua y que defiende los intereses comunes de los latinos del Nuevo Mundo, después de haber recibido poco menos que de rodillas al representante de la nación conquistadora, el gobierno ha puesto en evidencia los compromisos que lo ligan con el extranjero».
Luego arribó a Costa Rica, donde también encontró dificultades. Realizó declaraciones a un periódico, pero, debido a la intervención del gobierno, no fueron publicadas. No obstante, fue recibido por una manifestación. 
De Costa Rica decidió llevar su palabra también a los Estados Unidos, donde crítico la política imperial. Las anexiones de los estados mexicanos, la creación de la República de Panamá, a través de la secesión con Colombia, para construir el Canal, el empréstito a Nicaragua, entre otras, fueron recordadas por Manuel Ugarte en el territorio estadounidense.
Su próximo objetivo fue Panamá. Allí se entrevistó con el presidente, quién le reconoció su imposibilidad de fijar las políticas nacionales argumentando que toda la economía estaba en manos estadounidenses.
El siguiente destino fue Venezuela. Fue recibido por manifestaciones populares e hizo un homenaje ante la tumba de Simón Bolívar donde convocó a seguir el camino de los libertadores José de San Martín y Bolívar.
Llegó a Colombia en noviembre de 1912. En Bogotá habló ante 10 000 personas. Ecuador fue recibido en el teatro de Guayaquil. Grita ante 3000 concurrentes: «Unámonos». Ese mismo reclamo se escuchó en Quito, junto a otro que decía «América Latina para los Latinoamericanos».
En Perú colocó flores ante los monumentos de Bolívar y San Martín. Casi 4000 personas se reunieron para escucharlo. Aquí explicó que su nación es América Latina y que, si uno de los países que la integran se encuentra en peligro, todos lo estaban. 
En Estados Unidos el presidente William Howard Taft es reemplazado por Woodrow Wilson. Manuel Ugarte dio a conocer una Carta Abierta al Presidente de los Estados Unidos que es un enunciado donde crítica los desbordes imperialistas efectuados por ese país en los últimos años. 
En Bolivia, en su discurso en La Paz fue interrumpido por numerosas ovaciones de un público. El embajador estadounidense lo criticó duramente y Manuel Ugarte le envía los padrinos para batirse a duelo. La intervención del embajador argentino evitó el lance. 
Llegó a Chile, luego de los agravios de la prensa chilena. Obtiene una gran repercusión entre los sectores populares.
En Montevideo homenajeó al prócer latinoamericano José Artigas, contradiciendo el punto de vista liberal de la historia rioplatense que siempre había denostado a Artigas. También realizó una conferencia. Luego visitó Paraguay donde tuvo un gran recibimiento, especialmente por parte de los jóvenes. 
Concluida la gira retornó a su país. Cuando llega a Buenos Aires, después de esta gira triunfal por Hispanoamérica, sólo unos pocos amigos lo estaban esperando. Desde La Vanguardia se desató una campaña contra Manuel Ugarte en la que se decían cosas como: «viene empapado de barbarie, pueblos de escasa cultura, países de rudimentaria civilización...».

### Ruptura con el Partido Socialista
La Asamblea General del Partido Socialista, resolvió expulsar a Manuel Ugarte del partido, con motivo de sus declaraciones públicas y de que adeudaba siete meses de sus cuotas sociales.
En su carta de renuncia Ugarte explicó las muchas diferencias que lo separaban de esa agrupación: cuestionó su posición antimilitarista, su inclinación antirreligiosa, llamando al respeto de todas las creencias, a la vez que se declara partidario de la democratización de la propiedad. Y rechaza la enemistad del socialismo argentino con el concepto de patria, en tanto que reafirma su amor por su nación y su bandera.

### La Asociación Latinoamericana
A comienzos de 1914 surgió, a instancias de Ugarte, la Asociación Latinoamericana, como consecuencia de las movilizaciones populares contra la intervención estadounidense en México. La nueva institución realizó actos públicos para denunciar la actividad estadounidense en Latinoamérica y para bregar por la unidad de estos países.
1914 fue el año de comienzo de la Primera Guerra Mundial. Mientras tanto la Asociación Latinoamericana exigía que los yacimientos petrolíferos descubiertos en Comodoro Rivadavia quedaran en manos estatales y no fueran entregados a los monopolios extranjeros.
Ese mismo año, la dramática muerte de su amante uruguaya, la poetisa Delmira Agustini, en Montevideo, asesinada por su exmarido en un hotel de citas, le impacta profundamente.

### El periódicoLa Patria
El 24 de noviembre de 1915 Manuel Ugarte comienza a editar el periódico La Patria, bajo su dirección. Sus objetivos son defender la industria nacional, combatir los monopolios, oponerse al imperialismo y bregar por una reforma cultural.
Desde las páginas de La Patria comenzó a denunciar al imperialismo británico. La Patria comenzó de denunciar las actitudes agresivas de Inglaterra y la función lesiva para Argentina que desempeñaba el ferrocarril en manos inglesas.
Estos temas no eran populares en los discursos de las elecciones presidenciales en Argentina, temas evitados también en la prensa y por los partidos políticos. El 15 de febrero de 1916 aparecía el último ejemplar de La Patria.

### Hipólito Yrigoyen alcanza el poder
El 12 de octubre de 1916 la democracia irrumpió en la Argentina de la mano de Hipólito Yrigoyen. Ugarte no depositó demasiadas expectativas en él. No obstante simpatizaba con la neutralidad de Yrigoyen en la política internacional.
El 6 de abril de 1917, los Estados Unidos ingresan en la Primera Guerra Mundial. Poco después lo hizo Brasil, mientras, en Buenos Aires, los sectores vinculados a Inglaterra y los Estados Unidos desataron una campaña para que Argentina ingresara en la guerra. Tres viejos conocidos de Ugarte se unieron al reclamo: Ricardo Rojas, Leopoldo Lugones y Alfredo Palacios. La firme actitud del gobierno de Yrigoyen, con el apoyo de un grupo reducido de intelectuales, entre los que se encontró Ugarte, defendieron el interés nacional manteniendo a Argentina fuera de la guerra.
Esta actitud de neutralismo le valió terribles ataques de la prensa, así como de muchos de sus viejos camaradas socialistas, a la vez que se enfriaba su popularidad dentro del estudiantado.

### Durante la Reforma Universitaria
El año de la Reforma Universitaria de 1918, el movimiento estudiantil reformó la educación argentina, planteando la democratización de la enseñanza a la vez que levantaba banderas latinoamericanas y antiimperialistas. Muchos de los líderes de este movimiento simpatizaban con Manuel Ugarte y él mismo intervino llevando su apoyo activo a los estudiantes. 
Ese mismo año muere su padre y en su país recibe acusaciones de simpatizar con los alemanes. La victoria de la Entente significó para Ugarte que, tanto Inglaterra como los Estados Unidos, se lanzarían a continuar su política de dominación de América Latina. Describe el festejo de las clases dominantes de Buenos Aires por el triunfo de los aliados. Manuel Ugarte, a principios de 1919,  toma la decisión de trasladarse a Madrid.

### Continúa su labor político literaria

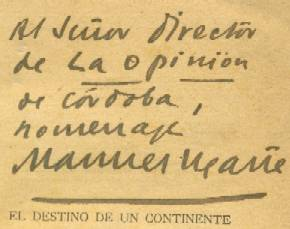
Dedicatoria y firma de Manuel Ugarte en un ejemplar de «El Destino de un continente»

El 19 de julio de 1922 escribe Mi campaña hispanoamericana, donde aparecieron muchos de los discursos que pronunció en su gira por Latinoamérica. Poco tiempo después aparecía otro libro: La Patria grande. A fines de 1923 aparece otra de sus obras: El destino de un continente, con el relato de su campaña por América Latina. En este trabajo profundizó su análisis sobre el accionar imperial de Inglaterra en el sur del continente. Diversos periódicos cortaron colaboración con Ugarte a la vista de la aparición de estos libros, lo que significó una pérdida de ingresos para Ugarte.

### La invasión estadounidense a Nicaragua
Una nueva intervención estadounidense, esta vez a Nicaragua, volvió a hacer levantar la voz de Manuel Ugarte. Establece correspondencia con Víctor Raúl Haya de la Torre y José Carlos Mariátegui en Perú, así como con el Partido Nacionalista de Puerto Rico.
En 1927 fue invitado por el gobierno ruso al festejo de los diez años de la Revolución rusa, en plena lucha política entre Stalin y Trotski. Sin adherir al régimen imperante en la Unión Soviética, Ugarte se influenció de ciertos aspectos de esa revolución. 
Cuando el general Augusto César Sandino, al frente de su ejército campesino nicaragüense, enfrentó los Estados Unidos, Manuel Ugarte expresó toda su admiración y apoyo al “General de los hombres libres”. Señaló entonces: “El general Sandino ha puesto en acción el pensamiento que yo defiendo desde hace veinte años”.
Ugarte denunció en Argentina la euforia que había despertado la Guerra Mundial y el escaso interés por la desigual batalla de Sandino contra los Estados Unidos.

### Durante la Década Infame
Cuando el 30 de septiembre de 1930 cayó el gobierno de Yrigoyen, que apoyaba a Ugarte.
Por ese mismo tiempo recibió una carta de Sandino donde le expresó: “Su nombre, señor Ugarte, hace mucho tiempo que es familiar entre nosotros y sus escritos por uno u otro motivo, siempre nos llegan y nos han servido de estímulo en nuestra gran jornada libertaria de siete años, que apenas son las preliminares de la gran batalla espiritual, moral y material que Indoamérica, por su independencia, tiene que empeñar contra sus tutores Doña Monroe y el Tío Sam, y probarles que nuestros pueblos han llegado a su mayoría de edad”. Ugarte debió vender su casa en Niza y alquilar en París, así como las joyas de su mujer Teresa para cubrir sus deudas.

### Regreso a Argentina
En 1935 regresa a Buenos Aires, y ante su bancarrota económica debió vender su biblioteca.
A poco de llegar restableció relaciones con Alfredo Palacios quién lo invitó a reingresar al Partido Socialista. Otros dirigentes insistieron en el ofrecimiento y, luego de pensarlo, aceptó reincorporarse al partido.
Al año siguiente fue expulsado luego de haber descargado una serie de críticas contra la conducción partidaria y las ideas tradicionales del partido.
La Argentina estaba en plena Década Infame. Los suicidios de sus viejos amigos Leopoldo Lugones, Horacio Quiroga, Lisandro de la Torre y de su amiga Alfonsina Storni sacudieron su espíritu.
Abandonó nuevamente Buenos Aires, esta vez para instalarse en Viña del Mar, Chile, y desde allí colaboró con varios diarios de ese país, aunque sólo con artículos literarios.

### Durante la Segunda Guerra Mundial
En agosto de 1939 apareció la segunda edición del libro La Patria Grande, ante el inminente comienzo de la Segunda Guerra Mundial. La aparición del libro provocó que Ugarte fuese nuevamente criticado por cuestionar al Reino Unido.
Nuevamente sentará posición favorable a la neutralidad señalando que no está ni con Francia, ni con Alemania sino con América Latina. 
A fines del año 1941 terminó de escribir Escritores Iberoamericanos del 900. Allí escribió sobre los autores que conoció personalmente y gozó de su amistad. Incluía a Rubén Darío, Alfonsina Storni, Florencio Sánchez, Gabriela Mistral, Rufino Blanco Fombona, José Vasconcelos Calderón, entre otros.

### Reconocimiento por el gobierno de Perón
Luego del triunfo electoral del peronismo el 24 de febrero de 1946 decidió el regreso a su patria. El 31 de mayo Ernesto Palacio lo acompañó a la Casa Rosada para presentarlo ante el presidente. Tanto Perón como Ugarte simpatizaron instantánea y recíprocamente. 
En septiembre de 1946 fue designado embajador extraordinario y plenipotenciario en la República de México. Por primera vez, Argentina obtenía un reconocimiento oficial a la capacidad y la lucha mexicana. México era el país al que había escrito reiteradamente contra las agresiones estadounidense y donde tenía tantos amigos y discípulos. Manuel Ugarte tenía entonces setenta y un años.
En agosto de 1948, luego de algunas diferencias con funcionarios de la embajada en México, es designado en Nicaragua, donde permaneció poco tiempo y a comienzos de 1949 fue nombrado embajador en Cuba.
A fines de 1949, en un intento por recomponer relaciones con los EE. UU., Perón, reemplazó al ministro de Relaciones Exteriores, Juan Atilio Bramuglia, de tendencia socialista, por Hipólito Paz de ideas más conservadoras. A causa de intrigas en la Cancillería y algún desdén y faltas de respeto por parte de los nuevos funcionarios, que denuncia en una carta a Perón, Ugarte presentó su renuncia al cargo, sin por eso dejar de apoyar al gobierno argentino.
Alejado de la función pública decidió visitar nuevamente México donde un grupo de intelectuales realizaron un homenaje en su honor.
En noviembre de 1951 retornó a Buenos Aires con un solo objetivo: votar y apoyar la reelección de Perón. Luego de la reelección del presidente Perón, regresó a Madrid donde permaneció unos pocos días para instalarse nuevamente en Niza donde falleció el 2 de diciembre.

### Repatriación de sus restos y homenajes
En noviembre de 1954, Jorge Abelardo Ramos organizó una Comisión de Homenaje, con la finalidad de recibir los restos del gran argentino fallecido en el ostracismo. Los restos de Ugarte llegaron al país acompañados por su viuda, Therese Desmand, y fueron recibidos por varias personalidades en el puerto de Buenos Aires.
En el funeral cívico, que se realizó esa noche en el salón Príncipe George, de Buenos Aires, hablaron el socialista Carlos María Bravo, el comunista-peronista Rodolfo Puiggrós, el diputado nacional peronista John William Cooke y Jorge Abelardo Ramos. Unas cuatrocientas personas concurrieron a la despedida de Ugarte. El presidente Perón envió un telegrama de adhesión. Actualmente sus restos descansan en el cementerio de la Recoleta. 
Las ideas de Manuel Ugarte han sido recogidas por la corriente política argentina Izquierda Nacional y, hoy, son principios comunes a los esfuerzos de integración continental y de amplios sectores del nacionalismo latinoamericano.
Jorge Abelardo Ramos fue su principal difusor en la Argentina, de quien era hasta entonces conocido y popular en toda América Latina y un perfecto desconocido en su propia tierra. Abelardo Ramos editó pro primera vez en la Argentina varias de sus principales obras, "El porvenir de América Latina" en 1953, La Patria Grande en 1960, la Reconstrucción de Hispanoamérica en 1961, El destino de un continente en 1961 y variados textos en forma de folletos y revistas en los años siguientes. Nuevamente publica La Patria Grande con textos inéditos en México en 1990. 

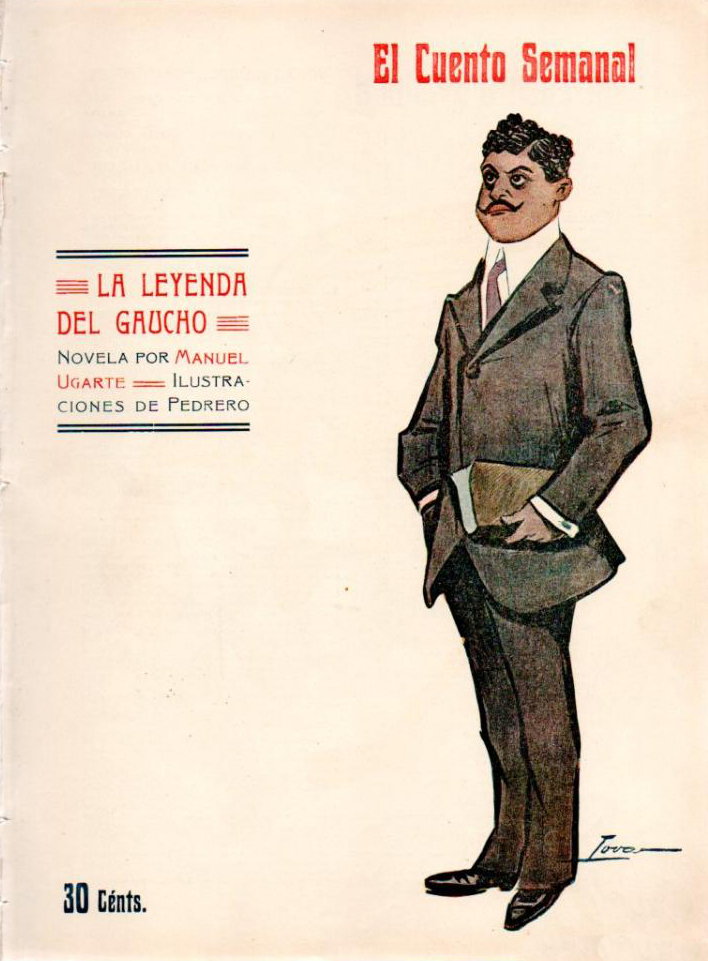
La leyenda del gaucho, nº 29 de El Cuento Semanal (19 de julio de 1907). Portada de Tovar.

La Revolución Mexicana le puso su nombre a una calle, Francia le otorgó la Legión de Honor. En su honor una calle en Coghlan lleva su nombre.

## Obra literaria
- Paisajes parisienses (1901)
- Crónicas del boulevard (1902)
- Cuentos de la Pampa (1903)
- Mujeres de París (1904)
- Visiones de España (1904)
- Una tarde de otoño (1905)
- Los estudiantes de París (1905)
- El arte y la democracia (1906)
- La joven literatura hispanoamericana: antología de prosistas y poetas(1906)
- Enfermedades sociales (1906)
- Burbujas de la vida (1908)
- Las nuevas tendencias literarias (1908)
- Letras y letrados de Hispanoamérica (1910)
- Los cantos de la prisión y el destierro (1911)
- Los estudiantes de París (1911)
- Poesías completas (1919)
- Las espontáneas (1919)
- El crimen de las máscaras (1924)
- El camino de los dioses (1926)
- La vida inverosímil (1927)
- El dolor de escribir (1932)
- Escritores iberoamericanos del 900 (1941)
- La dramática intimidad de una generación (1951)

## Obra política
- La evolución política y social de Hispanoamérica, 1910
- El porvenir de América Latina, 1910
- El porvenir de la América Española, 1920
- Mi campaña hispanoamericana, 1922
- La patria grande, 1922
- El destino de un continente, 1923

Ediciones Póstumas:
- El porvenir de América Latina, con prólogo de Jorge Abelardo Ramos. Editorial Indoamericana. Argentina, 1953
- La Patria Grande. Editorial Coyoacán. 1960
- Reconstrucción de Hispanoamérica,  con prólogo de Therese Desmand de Ugarte. Editorial Coyoacán, 1961
- El Destino de un continente, con prólogo de Jorge Abelardo Ramos. Ediciones de la Patria Grande. 1962
- La Nación latinoamericana, compilador Norberto Galasso. Biblioteca Ayacucho, José Ramón Medina. 1987
- La Patria Grande. Mi campaña hispanoamericana, con prólogo de Jorge Abelardo Ramos. Edición de la Embajada de México 1990.

### Obra de Manuel Ugarte
- Manuel Ugarte, Norberto Galasso (1973), Buenos Aires, Editorial Universitaria de Buenos Aires (EUDEBA).
- Revolución y Contrarrevolución en la Argentina, Jorge Abelardo Ramos (2007), Buenos Aires, Edición del Senado de la Nación.
- Historia de la Nación Latinoamericana, Jorge Abelardo Ramos (2007), Buenos Aires, Edición del Senado de la Nación.
- Un Solo Impulso Americano - El Mercosur de Perón, Julio Fernández Baraibar (2002), Buenos Aires, Fondo Editorial Simón Rodríguez.
- Manuel Ugarte: Biografía, selección de textos y bibliografía, por M.a de las Nieves Pinillos [Iglesias]. Prólogo de José Luis Rubio Cordón, Madrid: Ediciones de Cultura Hispánica, 1989 (Antología del pensamiento político, social y económico de América Latina, 8). - ISBN 84-7232-478-8

- Imperialismo y cultura de la resistencia. Los ensayos de Manuel Ugarte, Claudio Maíz (2003), Córdoba: Ediciones del Corredor Austral-Ferreyra Editor, ISSN: 987-20656-4-0

### Respecto a los Congresos de la Segunda Internacional
- G.D.H. Cole, Historia del Pensamiento Socialista (1960), México D.F.: Editorial Fondo de Cultura Económica, Tomo III.
- Sobre la política colonial, Henri Van Kol (1978), en La Segunda Internacional y el problema nacional y colonial', México D.F., Pasado y Presente.